# アマミコクワガタ
アマミコクワガタ（奄美小鍬形 Dorcus amamianus）は、コウチュウ目・クワガタムシ科・クワガタ属・コクワガタ亜属の1種で、4亜種に分類されている。
日本のコクワガタの仲間では、最も小さい「種」である。リュウキュウコクワガタと呼ばれることもある。

## 形態
体長はオスが21 - 35mm、メスが22 - 28mm。
コクワガタという名前がつけられているが、コクワガタとは異なる点が多く、ミトコンドリアDNAからもコクワガタの近縁ではないことが明らかになっている。
コクワガタよりも、ヒメオオクワガタの方に似ている点が多く、大アゴは短く、強く湾曲している。足や跗節は長めであり、洞穴よりも樹上に適しているといえる。
体色は黒色から暗い赤褐色である。メスの上翅には縦のスジが現れる。

## 分布
奄美群島、沖縄諸島、八重山諸島
ミトコンドリアDNAから、最も南に生息する亜種のヤエヤマコクワガタが最も古くに分化し、北に向かって、順次その他の亜種が分化したことが明らかになっている。
八重山諸島（南琉球）に生息する動物は、沖縄諸島（中琉球）よりも台湾に類似している傾向があるが、台湾などから近縁種が見つかっていないことから、南西諸島の残存種とも考えられている。

## 生態
広葉樹の森林に生息し、本土のコクワガタのように生息数は多くない。
成虫は活動期が5月下旬から10月であり、ピークは6月から8月である。
広葉樹の樹液などを餌にしていて、樹上で活動していることが多い。
メスは沢沿いなどにある広葉樹の朽木に産卵する。
成虫での寿命は6ヵ月 - 2年である。
産卵から約1ヵ月ほどで孵化した幼虫は、やや湿度の高い、軟らかい朽木の中で生活し、その朽木を食べて育つ。幼虫期間は約1年である。
終齢となった幼虫は、その年の秋か、翌年の春に、蛹室を作り始めて、約1ヵ月かけて蛹となり、蛹になってから約1ヵ月ほどすると、羽化し、成虫となる。
秋に羽化した成虫は、越冬して翌年の春に活動を開始し、春に羽化した成虫は約1ヵ月ほど経ってから蛹室を出て活動を開始する。

## 分類
アマミコクワガタは、4亜種に分類されている。
アマミコクワガタ・原名亜種
Dorcus amamianus amamianus Nomura, 1964
奄美大島、加計呂麻島。オス21、3-36、2mm(飼育下最大40、8mm2009年)、メス22-28mm。体色は黒色から黒褐色。
トクノシマコクワガタ
D. a. kubotai (Fujita et Ichikawa, 1985)
徳之島。オス22、7 - 38mm(飼育下最大41、5mm2005年)、メス20 - 34mm。体色はやや褐色。
リュウキュウコクワガタ
D. a. nomurai Mizunuma, 1994
沖縄本島北部。オス21、7-35、7mm(飼育下最大39、2mm2007年)、メス20-32mm(飼育下最大36mm2009年。体色は光沢のある黒色。オキナワコクワガタとも呼ばれる。
ヤエヤマコクワガタ
D. a. yaeyamaensis (Hori, 1994)
西表島。オス28.5 - 30.5mm(飼育下最小24、1mm2010年飼育下最大41、5mm2012年)、メス24.7mm。体色は暗い赤褐色。かつて日本産クワガタムシのなかの最珍品と呼ばれていたが近年になって記録が増えてきている。　　　　　　　　　　　　　　　　　　　　　　　　　　　　　　　　　　　　　　　　　　